# Atrevida (álbum)
Atrevida é o nono álbum de estúdio da cantora brasileira Fafá de Belém, lançado em 1986, pela gravadora Som Livre.

## Faixas

### Lado A
| N.º | Título                                                                               | Compositor(es)                                                                                              | Duração |  |
| 1.  | "Meu Homem (Nobody Does It Better)"                                                  | Carole Bayer Sager, Marvin Hamlisch / Versão: Fafá de Belém                                                 | 3:56    |  |
| 2.  | "Lambadas II - Fogaréu - A Carta - Final de Semana - Brincar com Meu Amor - Fogaréu" | _ - Walter Queiroz - Carlos Santos, Sulema - Ari Santos, Diva Santos - Tato Jr, Zé Orlando - Walter Queiroz | 3:46    |  |
| 3.  | "Minha Estrela" (Part. Ivan Lins)                                                    | Ivan Lins, Vitor Martins                                                                                    | 4:00    |  |
| 4.  | "Atrevida"                                                                           | Ivan Lins, Vitor Martins                                                                                    | 2:28    |  |
| 5.  | "Cavalgada"                                                                          | Erasmo Carlos, Roberto Carlos                                                                               | 4:30    |  |
| 6.  | "Rei no Bagaço, Coisas da Vida / Incidental: Samba do Jubileu de Ouro"               | Oswaldo Garcia, Robertino Garcia                                                                            | 3:18    |  |

### Lado B
| N.º | Título                | Compositor(es)                                            | Duração |  |
| 1.  | "Erê"                 | Michael Sullivan, Paulo Massadas                          | 3:40    |  |
| 2.  | "Pra Não Mais Voltar" | Ivan Lins, Maysa                                          | 4:03    |  |
| 3.  | "Doce Mistério"       | Erich Bulling, Ronaldo Bastos                             | 3:32    |  |
| 4.  | "Memórias"            | Leonardo                                                  | 3:58    |  |
| 5.  | "Coração de Isopor"   | Fafá de Belém, Ivan Lins, Lincoln Olivetti, Vitor Martins | 3:29    |  |
| 6.  | "Mulheres do Brasil"  | Fogaça, Pery Souza                                        | 2:26    |  |

## Tabelas
| Parada musical (1987) | Posição |
| --------------------- | ------- |
| Brasil (Nopem)        | 2       |

| Parada musical (1986) | Posição |
| --------------------- | ------- |
| Brasil (Nopem)        | 39      |
| Parada musical (1987) | Posição |
| Brasil (Nopem)        | 44      |